# San Francisco de Asís, Guanajuato
San Francisco de Asís är en ort i Mexiko.   Den ligger i kommunen Silao de la Victoria och delstaten Guanajuato, i den centrala delen av landet, 300 km nordväst om huvudstaden Mexico City. San Francisco de Asís ligger 1 800 meter över havet och antalet invånare är 490.
Terrängen runt San Francisco de Asís är platt åt sydväst, men åt nordost är den kuperad. Runt San Francisco de Asís är det tätbefolkat, med 257 invånare per kvadratkilometer. Närmaste större samhälle är Silao, 6,5 km sydost om San Francisco de Asís. Trakten runt San Francisco de Asís består till största delen av jordbruksmark.